# Palinomorfo

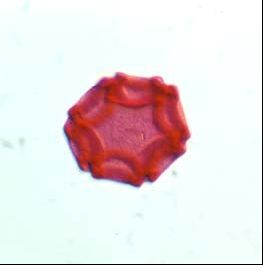
Polline fossile di Alnus speciipites in rosso di safranina.

Palinomorfo (dal greco παλύνω spargo e µορφή forma) è un termine utilizzato nelle Scienze della terra per definire delle particelle di dimensioni comprese tra 5 e 500 µm, che possono essere rinvenute nelle rocce sedimentarie e nei sedimenti, e che sono composte di materiale organico come chitina (o pseudochitina) e sporopollenina; sono differenti pertanto dai microfossili, come foraminiferi o conodonti, provvisti di strutture in cui sono presenti minerali durante il loro stato vitale.

## Classificazione
I palinomorfi costituiscono l'oggetto di studio della Palinologia, la scienza interdisciplinare di confine tra geologia, botanica e biologia che può essere definita, semplicemente, lo studio dei palinomorfi microfossili e attuali. Questi possono essere classificati in:
- organismi di origine continentale: per es., alghe di acqua dolce, spore, pollini
- organismi di origine marina: per es., chitinozoi, acritarchi, dinoflagellati, etc.
- piccole parti di organismi aventi dimensioni anche non microscopiche: per es., scolecodonti, resti di tracheidi, pezzi di cuticole, resti di artropodi, ecc.

## Utilità
I palinomorfi costituiscono spesso un reperto importante in Paleontologia, in quanto questi microfossili forniscono indizi utili per la ricostruzione del paleoclima esistente nelle ere passate (Paleogeografia).
La loro abbondante frequenza nei sedimenti di origine continentale ed anche la loro occorrenza in quelli marini permette di utilizzare i palinomorfi come strumenti per correlazioni a larga scala, tra diversi bacini sedimentari ed anche di datare formazioni rocciose, senza che sia necessaria la presenza di altri resti fossili adatti allo scopo.

## Esempi di palinomorfi
- Dinoflagellata
- Acritarchi
- Spore
- Pollini
- Fungi